# Doris Neuner
Doris Neuner (Innsbruck, 10 mei 1971) is een voormalig Oostenrijks rodelaarster. 
Neuner won bij haar olympische debuut in 1992 in het Franse Albertville de gouden medaille voor haar zus Angelika. Twee jaar later eindigde zij als tiende.
Op de wereldkampioenschappen won Neuner individueel één bronzen medaille en in de landenwedstrijd twee zilveren en één bronzen medaille.

## Resultaten

### Wereldkampioenschappen
| Jaar | Plaats      | Resultaat                     |
| ---- | ----------- | ----------------------------- |
| 1991 | Winterberg  | landenwedstrijd               |
| 1993 | Calgary     | landenwedstrijd · individueel |
| 1995 | Lillehammer | landenwedstrijd               |

### Olympische Winterspelen
| Jaar | Plaats      | Resultaat       |
| ---- | ----------- | --------------- |
| 1992 | Albertville | individueel     |
| 1994 | Lillehammer | 10e individueel |

1964: Ortrun Enderlein ·
1968: Erica Lechner ·
1972: Anna-Maria Müller ·
1976: Margit Schumann ·
1980: Vera Sosoelja ·
1984: Steffi Walter-Martin ·
1988: Steffi Walter-Martin ·
1992: Doris Neuner ·
1994: Gerda Weissensteiner ·
1998: Silke Kraushaar ·
2002: Sylke Otto ·
2006: Sylke Otto ·
2010: Tatjana Hüfner ·
2014: Natalie Geisenberger ·
2018: Natalie Geisenberger ·
2022: Natalie Geisenberger